# Marfontaine
Marfontaine est une commune française située dans le département de l'Aisne, en région Hauts-de-France.

## Géographie

### Hydrographie
La commune est située dans le bassin Seine-Normandie. Elle est drainée par le cours d'eau 01 du Petit Rougeries,.

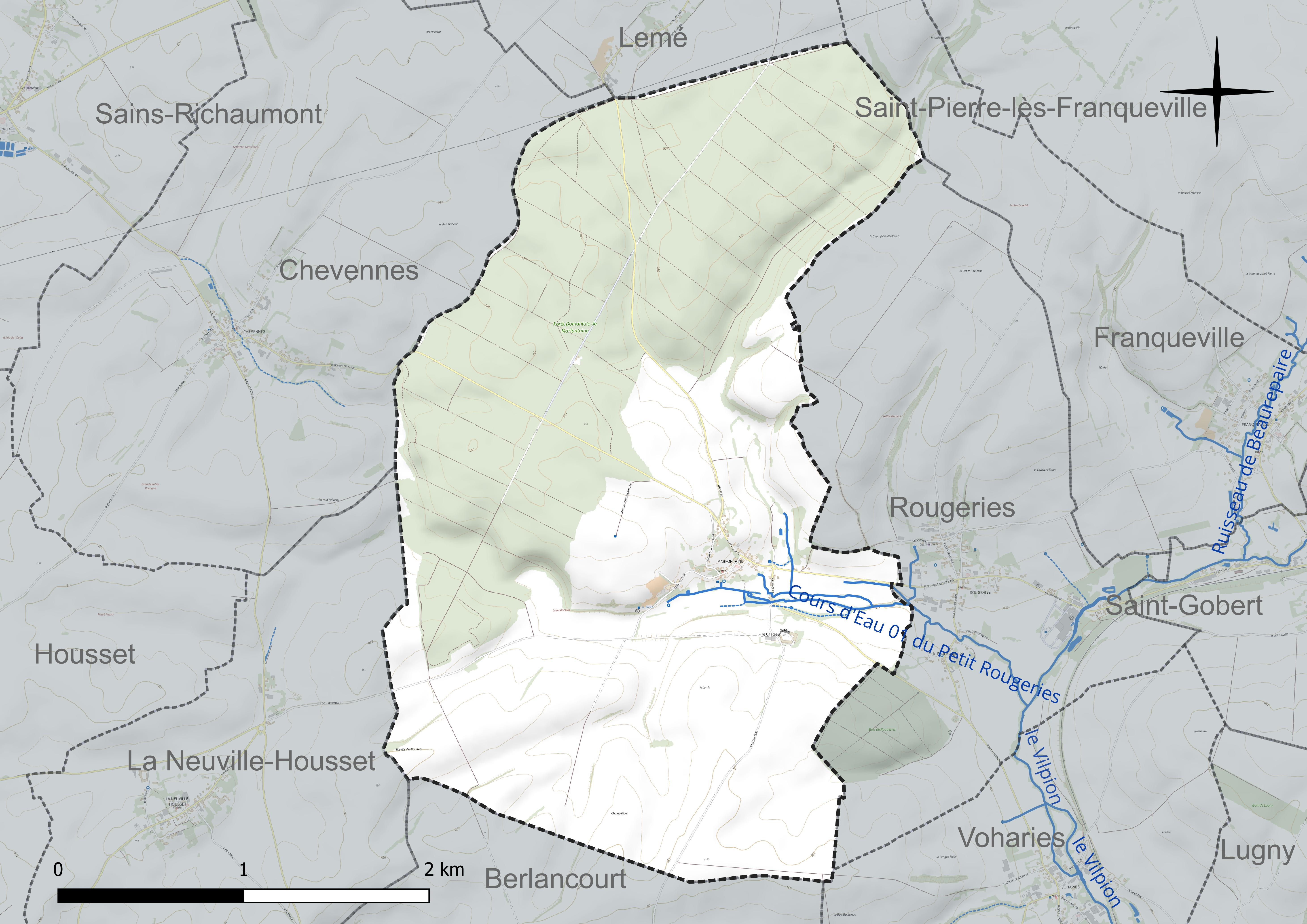
Réseau hydrographique de Marfontaine.

### Climat
Pour des articles plus généraux, voir Climat des Hauts-de-France et Climat de l'Aisne.
En 2010, le climat de la commune est de type climat océanique dégradé des plaines du Centre et du Nord, selon une étude du CNRS s'appuyant sur une série de données couvrant la période 1971-2000. En 2020, Météo-France publie une typologie des climats de la France métropolitaine dans laquelle la commune est exposée à un climat océanique altéré et est dans la région climatique Nord-est du bassin Parisien, caractérisée par un ensoleillement médiocre, une pluviométrie moyenne régulièrement répartie au cours de l'année et un hiver froid (3 °C).
Pour la période 1971-2000, la température annuelle moyenne est de 10,1 °C, avec une amplitude thermique annuelle de 14,9 °C. Le cumul annuel moyen de précipitations est de 786 mm, avec 12,3 jours de précipitations en janvier et 9,3 jours en juillet. Pour la période 1991-2020, la température moyenne annuelle observée sur la station météorologique la plus proche, située sur la commune de Fontaine-lès-Vervins à 11 km à vol d'oiseau, est de 10,5 °C et le cumul annuel moyen de précipitations est de 826,3 mm,. Pour l'avenir, les paramètres climatiques de la commune estimés pour 2050 selon différents scénarios d'émission de gaz à effet de serre sont consultables sur un site dédié publié par Météo-France en novembre 2022.

## Urbanisme

### Typologie
Au 1er janvier 2024, Marfontaine est catégorisée commune rurale à habitat dispersé, selon la nouvelle grille communale de densité à 7 niveaux définie par l'Insee en 2022.
Elle est située hors unité urbaine et hors attraction des villes,.

### Occupation des sols
L'occupation des sols de la commune, telle qu'elle ressort de la base de données européenne d'occupation biophysique des sols Corine Land Cover (CLC), est marquée par l'importance des territoires agricoles (47 % en 2018), une proportion identique à celle de 1990 (47 %). La répartition détaillée en 2018 est la suivante : 
forêts (47 %), terres arables (44,6 %), zones urbanisées (5,9 %), prairies (2,4 %).
L'évolution de l'occupation des sols de la commune et de ses infrastructures peut être observée sur les différentes représentations cartographiques du territoire : la carte de Cassini (XVIIIe siècle), la carte d'état-major (1820-1866) et les cartes ou photos aériennes de l'IGN pour la période actuelle (1950 à aujourd'hui).

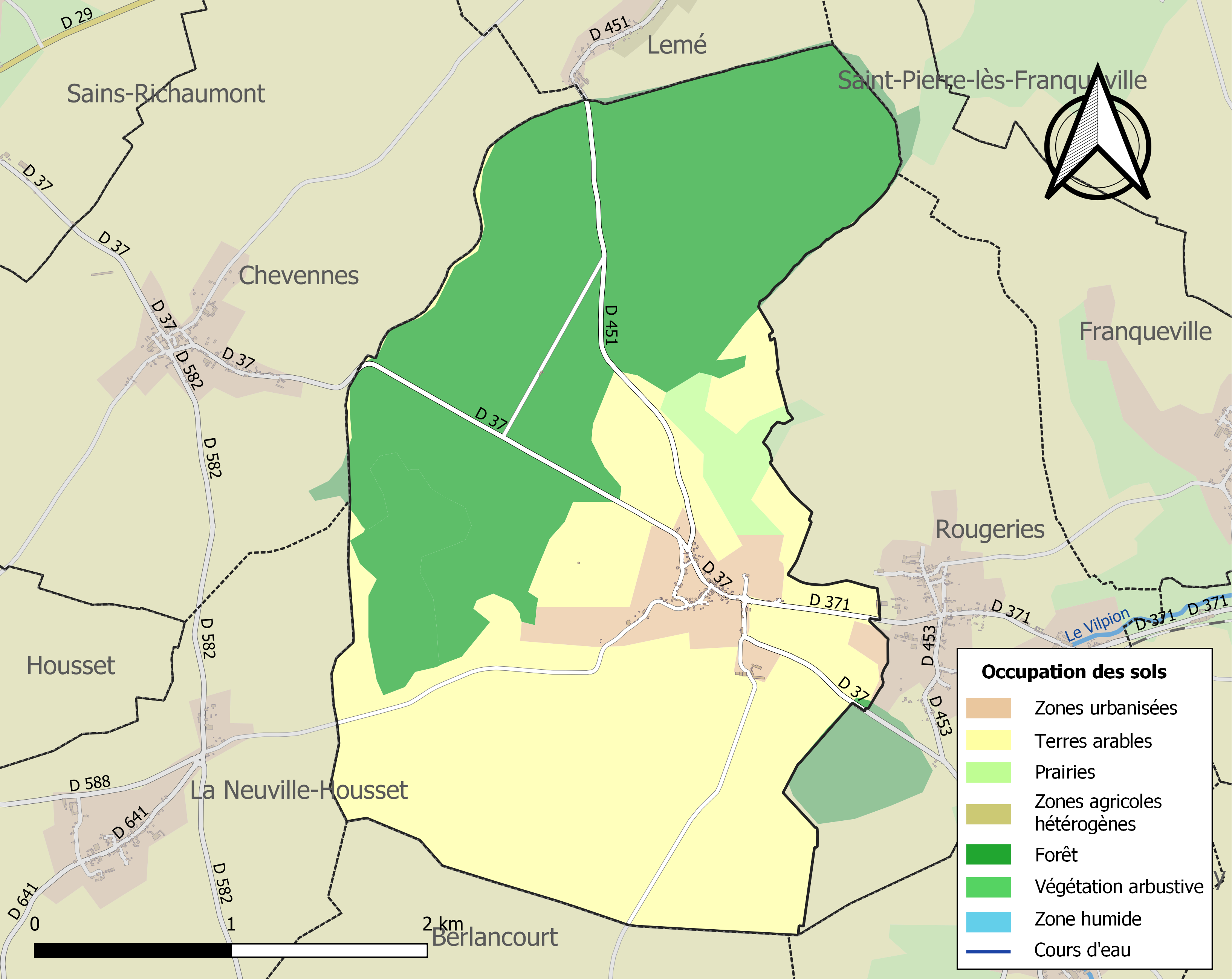
Carte de l'occupation des sols de la commune en 2018 (CLC).

## Toponymie
Le village apparaît pour la première fois en 1123 sous l'appellation de Marfontaine dans un cartulaire de l'abbaye de Saint-Michel. L'orthographe variera peu ensuite, Marfontaines, Marfontainne, puis Marfontaine sur la carte de Cassini vers 1750 .

## Histoire
Les origines gallo-romaines 

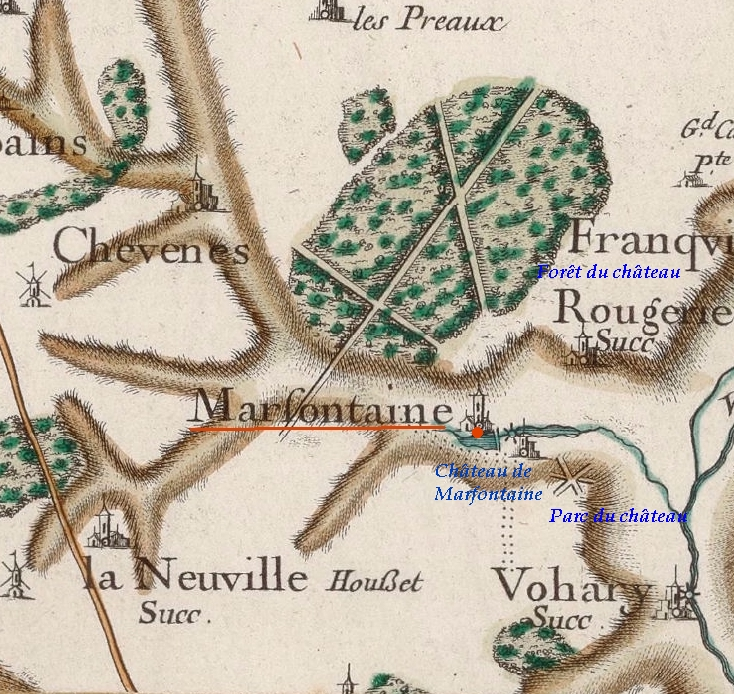
Carte de Cassini du secteur
(vers 1750).

Des fouilles archéologiques entreprises entre Marfontaine et Chevennes dans les années 1960/1970 ont révélé l'existence d'un hémicycle qui pourrait être un théâtre antique. Lors de ces fouilles, de nombreuses monnaies, tuiles à rebord, fragments de poteries, puits et pierres blanches taillées ont été retrouvés. Ce matériel archéologique laisse ainsi présager la présence d'un peuple sur le site, voire de l'existence d'une ville gallo-romaine. La route qui relie aujourd'hui Marfontaine à Rougeries aurait été construite sur l'emplacement de l'ancienne voie gallo-romaine qui reliait, à l'époque, Saint-Quentin (Augusta Viromanduorum) à Vervins (Verbinum).

Carte de Cassini

Marfontaine doit probablement son nom à ses mares, aujourd'hui disparues, et à ses multiples sources d'eau vive qui traversent le village.

La carte de Cassini montre qu'au XVIIIe siècle, Marfontaine est une paroisse située à la source d'un ruisseau sur lequel a été érigé un barrage qui permet le fonctionnement d'un moulin représenté par une roue dentée.

Le château de Marfontaine, construit en 1433,  qui existe encore de nos jours, est représenté au sud avec son parc.

Au nord, la vaste forêt du château est dessinée avec ses nombreuses allées rectilignes.

Un marquisat comprenant les paroisses de Marfontaine, Berlancourt, La Neuville-Housset, Rougeries et Voharies a été établi en 1781.
Première Guerre mondiale

Le 28 août 1914, soit moins d'un mois après la déclaration de la guerre, le village est occupé par les troupes allemandes après la défaite de l'armée française lors de la bataille de Guise. Pendant toute la guerre, Marfontaine restera loin du front qui se stabilisera à environ 150 km à l'ouest aux alentours de Péronne. Les habitants vivront sous le joug des Allemands : réquisitions de logements, de matériel, de nourriture, travaux forcés. Ce n'est que début novembre 1918 que les Allemands seront chassés du village par les troupes françaises.

## Politique et administration

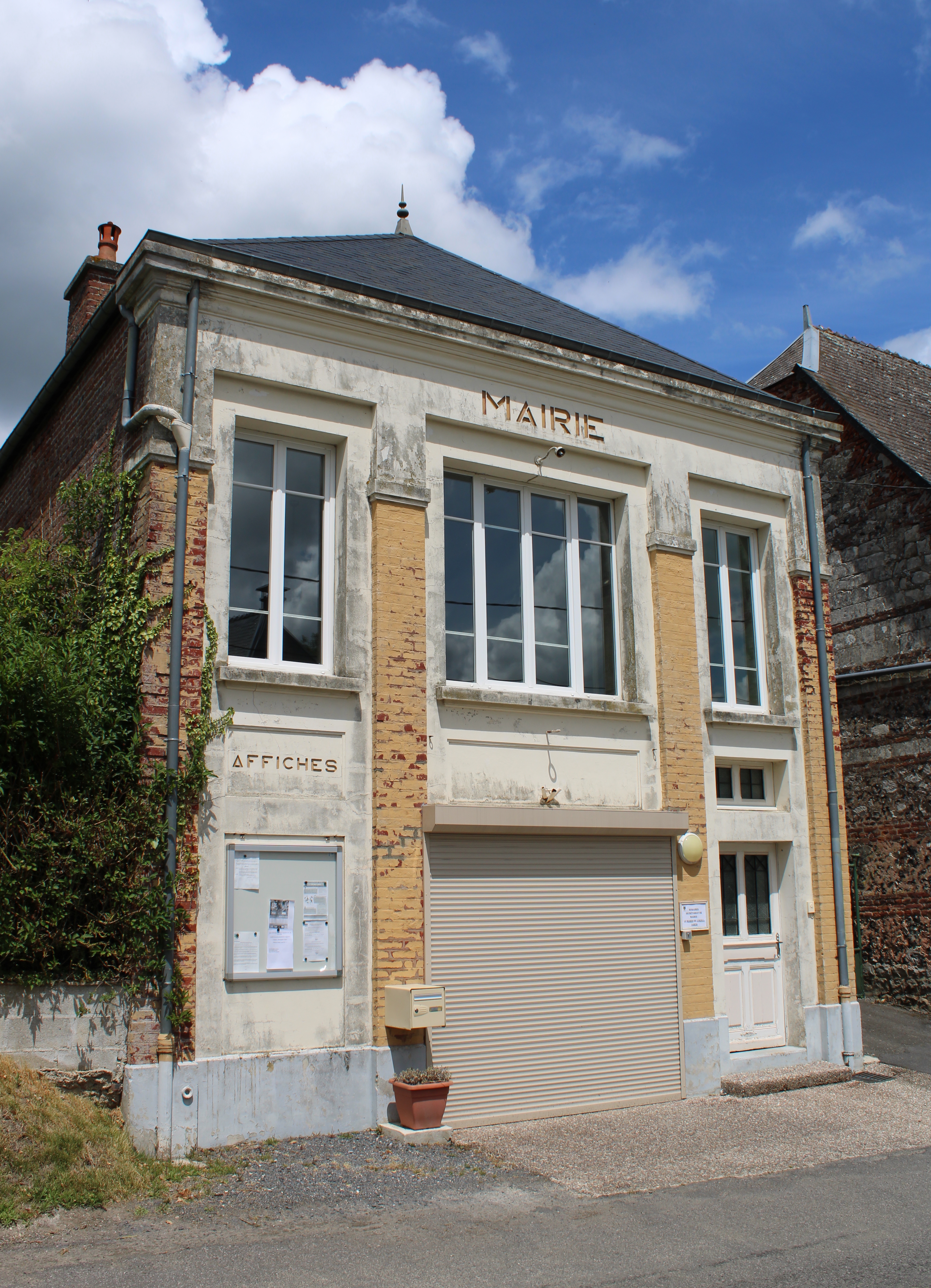
La mairie.

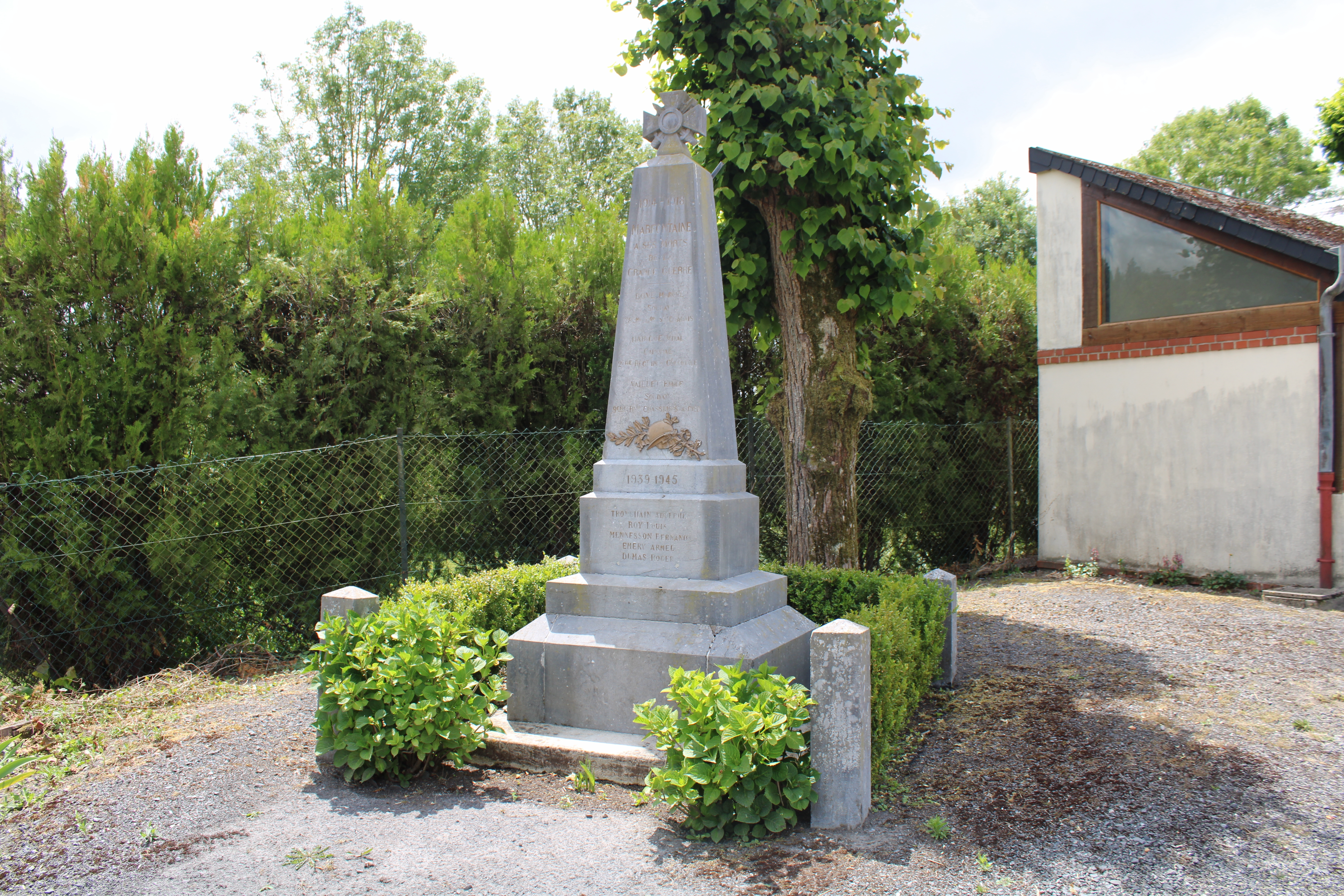
Le monument aux morts.

### Découpage territorial
La commune de Marfontaine est membre de la communauté de communes de la Thiérache du Centre, un établissement public de coopération intercommunale (EPCI) à fiscalité propre créé le 31 décembre 1992 dont le siège est à La Capelle. Ce dernier est par ailleurs membre d'autres groupements intercommunaux.
Sur le plan administratif, elle est rattachée à l'arrondissement de Vervins, au département de l'Aisne et à la région Hauts-de-France. Sur le plan électoral, elle dépend du  canton de Marle pour l'élection des conseillers départementaux, depuis le redécoupage cantonal de 2014 entré en vigueur en 2015, et de la troisième circonscription de l'Aisne  pour les élections législatives, depuis le dernier découpage électoral de 2010.

### Administration municipale
| Période                                  | Période                       | Identité           | Étiquette | Qualité                                                   |
| ---------------------------------------- | ----------------------------- | ------------------ | --------- | --------------------------------------------------------- |
| Les données manquantes sont à compléter. |                               |                    |           |                                                           |
| avant 1877                               | après 1879                    | Gardé              |           |                                                           |
| Les données manquantes sont à compléter. |                               |                    |           |                                                           |
| mars 2001                                | mars 2008                     | Christian Delafont |           |                                                           |
| mars 2008                                | avril 2014                    | Philippe Calza     |           |                                                           |
| avril 2014                               | En cours (au 20 juillet 2020) | Daniel Hu          | SE        | Retraité Fonction publique Réélu pour le mandat 2020-2026 |

## Démographie
L'évolution du nombre d'habitants est connue à travers les recensements de la population effectués dans la commune depuis 1793. Pour les communes de moins de 10 000 habitants, une enquête de recensement portant sur toute la population est réalisée tous les cinq ans, les populations de référence des années intermédiaires étant quant à elles estimées par interpolation ou extrapolation. Pour la commune, le premier recensement exhaustif entrant dans le cadre du nouveau dispositif a été réalisé en 2006.

En 2022, la commune comptait 82 habitants, en évolution de −2,38 % par rapport à 2016 (Aisne : −1,97 %, France hors Mayotte : +2,11 %).
| 1793 | 1800 | 1806 | 1821 | 1831 | 1836 | 1841 | 1846 | 1851 |
| ---- | ---- | ---- | ---- | ---- | ---- | ---- | ---- | ---- |
| 306  | 339  | 312  | 313  | 319  | 320  | 317  | 320  | 312  |

| 1856 | 1861 | 1866 | 1872 | 1876 | 1881 | 1886 | 1891 | 1896 |
| ---- | ---- | ---- | ---- | ---- | ---- | ---- | ---- | ---- |
| 324  | 280  | 260  | 230  | 208  | 199  | 183  | 185  | 190  |

| 1901 | 1906 | 1911 | 1921 | 1926 | 1931 | 1936 | 1946 | 1954 |
| ---- | ---- | ---- | ---- | ---- | ---- | ---- | ---- | ---- |
| 221  | 174  | 162  | 146  | 164  | 185  | 192  | 145  | 161  |

| 1962 | 1968 | 1975 | 1982 | 1990 | 1999 | 2006 | 2011 | 2016 |
| ---- | ---- | ---- | ---- | ---- | ---- | ---- | ---- | ---- |
| 151  | 144  | 127  | 76   | 87   | 88   | 95   | 81   | 84   |

| 2021 | 2022 | - | - | - | - | - | - | - |
| ---- | ---- | - | - | - | - | - | - | - |
| 84   | 82   | - | - | - | - | - | - | - |

## Lieux et monuments

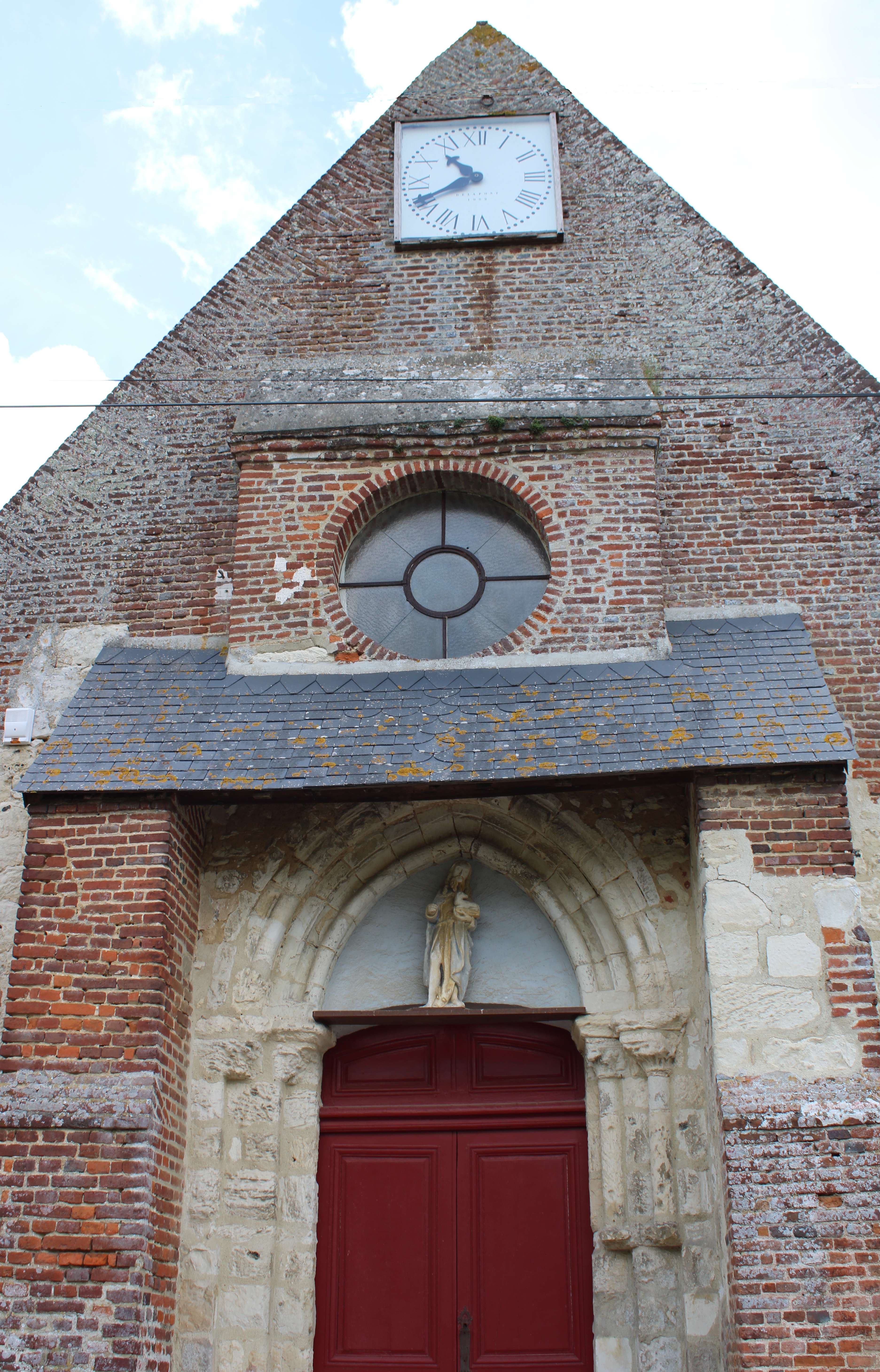
La façade de l'église.

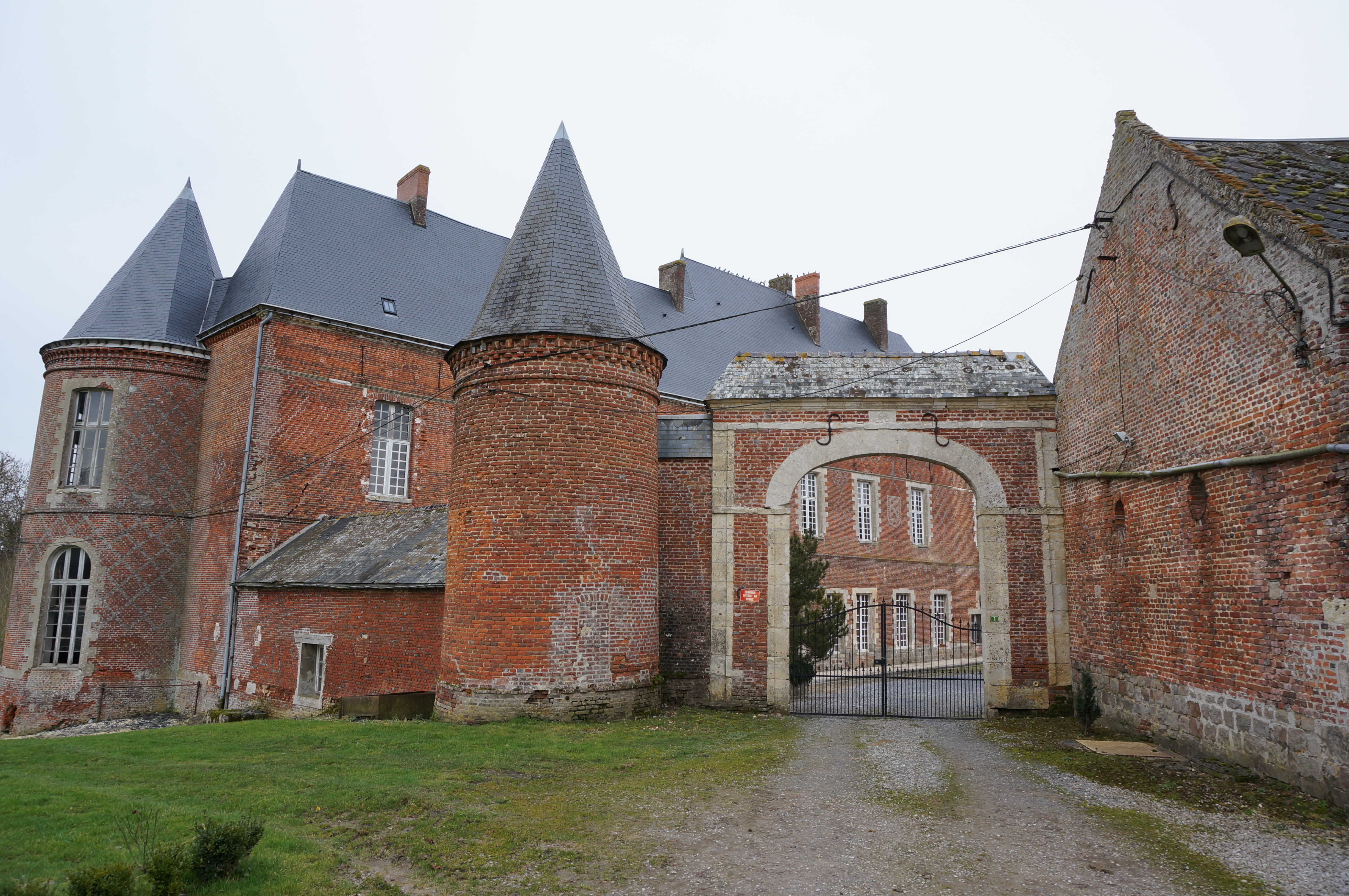
Entrée principale du château.

- Château bâti en 1619 par Marguerite de Beaumont. De nombreuses inscriptions faites de briques surcuites sont visibles sur plusieurs parois du bâtiment. Le château actuel fut construit entre 1617 et 1619 par Marguerite de Vaudier de Beaumont veuve de Jacques Raoult de Fay d'Athies, famille du Fay qui possédait le château depuis 1433. Elle était remariée avec François de Proissy. En 1051, le village appartenait à l'évêque Leotheric de Laon, avant de passer en 1137 à la famille de Marfontaine, puis en 1383 à la famille de Venderesse[23].
- L'église Saint-Jean de Marfontaine.
- Lavoir et fontaines.
- Maison presbytérale du XVIIe siècle.

## Héraldique
| Blason de Marfontaine | Blason  | Parti: au 1 d'or à une fontaine d'azur, au 2 de gueules à un agneau pascal couché d'argent portant une croix haute d'or à l'oriflamme d'argent chargé d'une croisette de gueules; le tout au chef d'azur chargé de trois lionceaux d'argent, armés et lampassés de gueules, couronnés d'or. |
| Blason de Marfontaine | Détails | Créé par JF Binon. Blason confirmé par la commune. |